# 金
金（音同「今」），是一種化學元素，其化學符號为Au，原子序數为79，原子量為196.966570 u。纯金是有明亮光泽、黄中带红、柔软、密度高、有延展性的金属。金在元素周期表中在11族，属过渡金属，是化学性质最不活泼的几种元素之一。金在标准状况下是固体，在自然界中常以游离态单质形式存在，如岩石、地下礦脈及沖積層中堆积的砂金或金粒。金能和游离态的银形成固溶体琥珀金，在自然界中也能和铜、钯形成合金。矿物中的金化合物不太常见，主要是碲化金。
金的原子序数在宇宙中天然存在的元素中是较高的。据信这种重元素是在两颗中子星碰撞时的超新星核合成中产生，在太阳系形成前的尘埃中就已存在。由于地球形成之初还处于熔化状态，早期地球的金几乎都已沉入地核。因此，现在地球上地壳和地幔的金多是拜后来后期重轰炸期（约40亿年前）的小行星撞击事件所赐。
金能抵抗单一酸的侵蚀，但却能被王水溶解。这种混合酸能和金反应生成四氯合金酸根离子。金也能溶于碱性氰化物溶液，这是其开采和电镀的原理。能夠溶解銀及卑金屬的硝酸不能溶解金，这些性質是黃金精煉技術的基础，也是用硝酸来鉴别物品裡是否含有金的原理，这一方法是英語諺語「acid test」的語源，意指用「測試黃金的標準」来測試目標物是否名副其實。此外，金能溶于水銀，形成汞齊（也是一种合金），但这并非化学反應。
金在有历史记载以前就是一種廣受歡迎的貴金屬，用于貨幣、保值物、珠寶和艺术品。以前国内和国际通常实行以金为基础的金本位货币制度，但1930年代时金币已停止流通。70年代，随着布雷頓森林協定的结束，世界范围内的金本位制终于让位给法定货币制度。不过因其稀有，易于熔炼、加工和铸币，色泽独特，抗腐蚀，不易和其他物质反应等特点，金的价值并不下降。
截至2021年底，人类总共开采205,238公噸的金。产量中的50%用于珠宝，40%用于投资，还有10%用于工业。因其高延展性，導電性，抗強酸、強鹼、化學藥品之侵蝕性，在大多数反应中的惰性和导电性，金一直在各类电子设备中用作耐腐蚀的电子连接器，这是它的主要工业用途。此外它还用于屏蔽红外线，生产有色玻璃和金箔，以及修补牙齿。有些金盐在医学上仍作为消炎药使用。

## 词源
英语“gold”和很多日耳曼语族的相应单词同源，源于原始日耳曼语*gulþą，而后者则源于原始印欧语*ǵʰelh₃-，意为“闪耀，闪光；呈黄色或绿色”。
符号Au则是来自拉丁語：，意即“金”。后者本身则来自原始印欧语*h₂é-h₂us-o-，意为“发光”。这个词和拉丁語：（“黎明”）的源词*h₂éu̯sōs的词根相同，是*h₂u̯es-。也许是因为这种词源关系，是科学出版物中常说aurum意思是“闪亮的黎明”。

## 特性

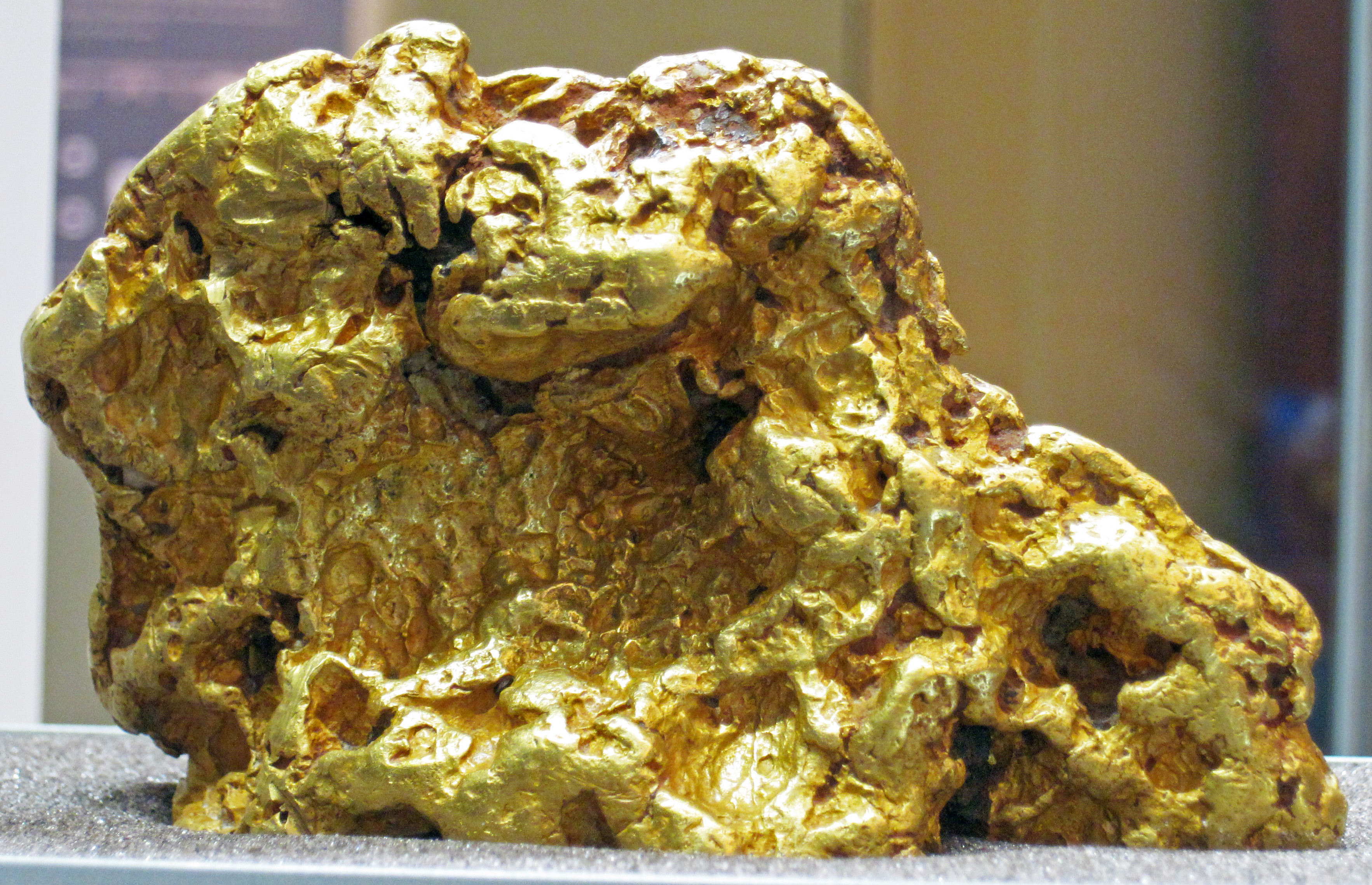
產自澳大利亞的金塊

### 延性及展性
金是延性及展性最高的金屬。一克金可以打成一平方米薄片或拉長成4000公尺的細絲，或者說一盎司金可以打成300平方英尺。金葉甚至可以被打薄至半透明，因為金反射黃色光及紅色光能力很強，透過金葉的光會顯露出綠藍色。因延展性非常好，黄金可以打成金箔和拉成金絲。金箔用于塑像、建筑、工艺品的贴金，常见于寺庙、教堂内的装饰贴金。金箔也可入中药。

### 與其他物質的反應
金可以很容易便與其他金屬形成合金。那些製成的合金可以增加硬度或製造奇特的顏色（見下）。金是熱和電的良導體，亦不受地球大氣層及大部分反應物影響。熱、濕氣、氧及大部分侵蝕劑只對金有少量化學影響，令金適合作為硬幣及珠寶；相反地，鹵素可以与金起化学反应，而王水則可以通過形成氯金酸根離子（AuCl4−）溶解金。

### 金的氧化及還原
常見金的氧化態包括+1（一價金）及+3（三價金）。溶液中的金離子可以容易地被還原及沉澱成為金单质，方法是透過加入其他金屬作還原劑。所加入的金屬被氧化成为金属离子后溶于水中，而金离子被还原为0价后形成沉澱。澳洲國立大學法蘭克·理斯（Frank Reith）近期進行研究顯示微生物在金沉澱物的形成中发挥着重要作用：它們運送及沉澱金令金在沖積沉澱物中形成金粒或金塊狀。

### 顏色
其他金屬顏色通常是银灰色的，因為它們的「離域電子」，一般是最外层电子，能夠吸收及放出的光子頻率範圍较大，覆盖各种色光的波长范围。金的反應則不同，因為相對論量子化學中微妙的相對論效應影響金原子的原子軌域，导致最外面的两层电子轨道过窄，能级差仅1.9ev，能量对应于可见光的蓝色波段，而蓝色对应的互补色为黄色。

### 其他性質
純金是無味道的，因為它非常耐侵蝕（其他金屬的味道源自金屬離子）。溶於王水，生成三氯化金水溶液及一氧化氮氣體。另外，金的密度相當高，為19,320 kg/m³。與此比較起來，鉛的密度為11,340 kg/m³，而密度最高的元素是鋨，其密度為22,661 kg/m³。

## 應用

### 金融交易

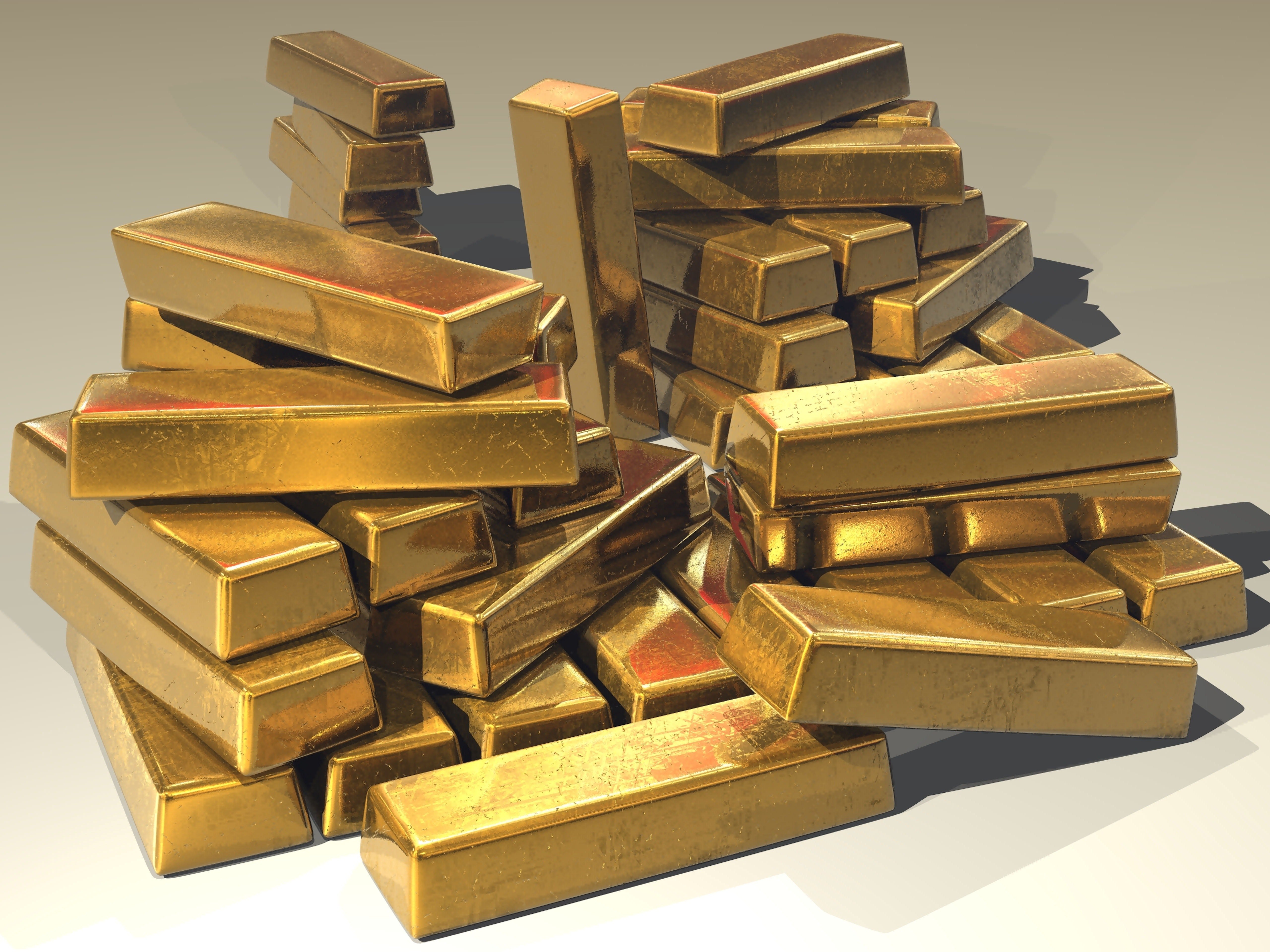
成堆金條

在很多國家，金是貨幣交易標準，也會用來製作硬幣及珠寶。由於純金太軟，所以金通常會與銅及其他卑金屬製成合金來增加硬度。金在合金的含量會以克拉（k）來量度，而純金則是24k。在1526年至1930年代流通的金幣，由於其硬度的關係，通常會是22k合金，稱為皇冠金。但在今天，金不再担任日常貨幣流通角色。
在历史上，金曾经天然地充当货币的角色。19世纪中期，曾形成金本位制度。尽管现在世界上各国多以纸币作为法定货币（且部分国家禁止金作为货币流通），但金依然被视为一种“准货币”，黄金储备在各国财政储备中均占有重要地位。

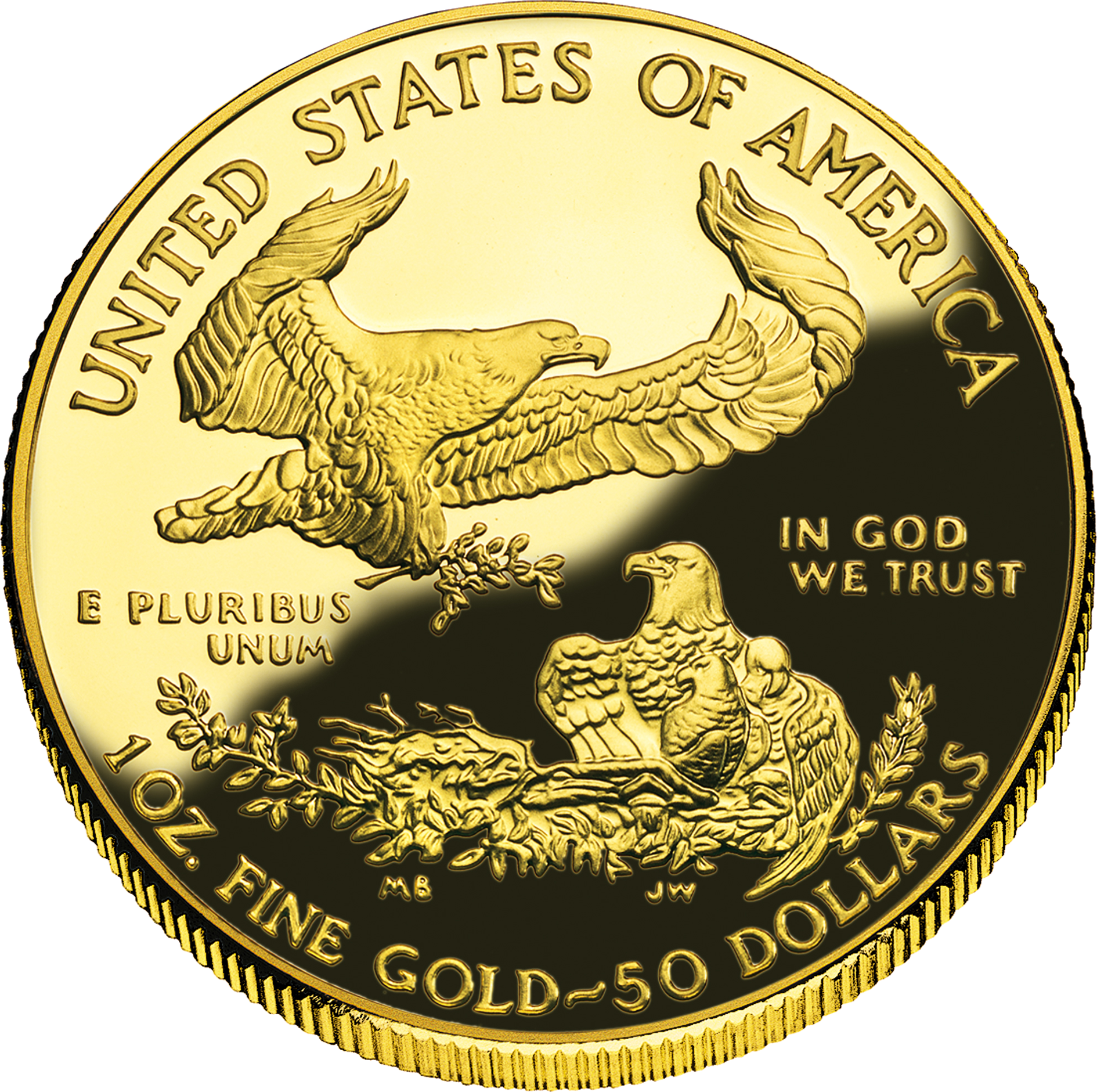
美國鷹幣背面

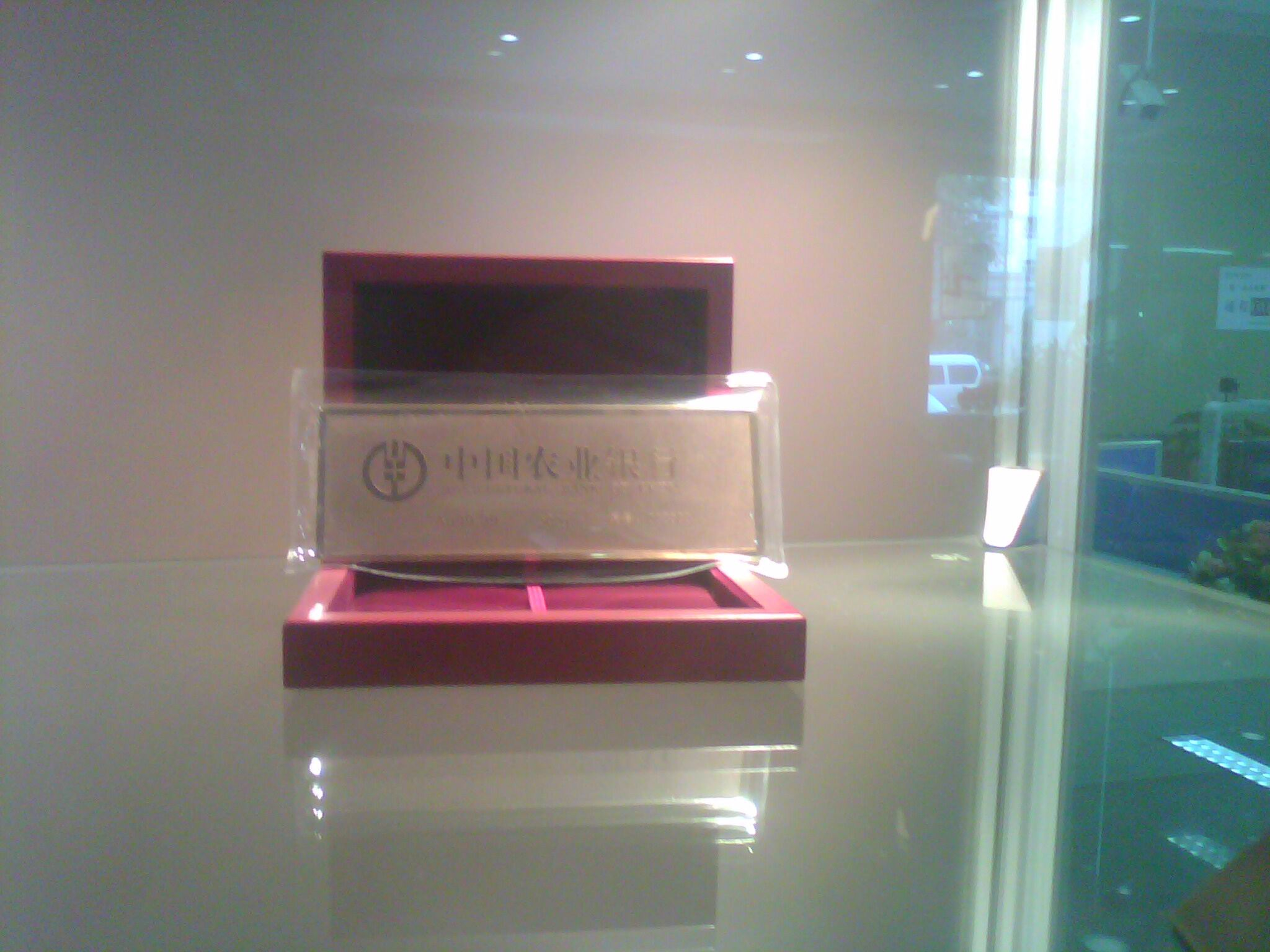
中国农业银行1000克金条

### 收藏用金幣
現在，貴金屬幣主要用作收藏或投資，所以通常是24k的。然而，美國鷹幣、南非克留格尔金币及英國沙弗林金幣仍因為歷史因素而被製成22k。加拿大楓葉金幣的純度，為99.99%（準確度：0.9999）。現代部分其他有99.99%純度的金幣有「澳洲金袋鼠」（它最早以澳洲金塊的形式在1986年出現，而袋鼠主題則是在1989年加入）、部分澳洲農曆系列的金幣及奧地利愛樂金幣。美國鑄幣局在2006年起發行的美國水牛金幣亦有99.99%的純度。

### 珠寶

#### 原材料
由於24k純金比较軟，所以在作珠寶時，金常常會被製成合金以改變硬度、延展性、熔點、顏色及其它特性。在22k、18k、14k或10k的合金中，會含有較高成分的銅等卑金屬。銅是卑金屬中最常用的，會使合金有偏红的色澤。在數百年前及俄羅斯的珠寶中也有以銅模鑄造，含25%銅的18k金—玫瑰金。而14k金銅合金與部分青銅合金顏色幾乎一樣，兩者皆可用作製作徽章。
藍金是由金和鐵製成合金而成，但因為藍金較脆弱，所以較難使用在珠寶製作上。紫金是由金和鋁製成合金而成，通常只用在專門的珠寶上。14k或18k的金與銀製成合金後呈綠黃色，所以被稱為綠金。而金與鈀或鎳製成合金則可形成白金合金。白色18k金合金呈銀色，並含有17.3%鎳、5.5%鋅及2.2%銅。但由於鎳有毒，受歐洲法律限制，所以有時會用另一種方法，用鈀、銀及其他白色金屬製造白金合金。但是它的製作成本比前者為高。高純度的白金合金比起銀或純銀的抗侵蝕能力高很多。日本工藝品木目金充分利用了不同金合金間的顏色對比，製造出裝飾性如同木紋年輪的效果。

#### 焊料
由金製造的焊錫或銅焊通常用作高溫硬焊或連接金製珠寶的部件。金匠利用獨立焊錫接口組合複雜物件。金焊錫通常有三種不同硬度，硬度高的焊錫會被優先使用，其次是較低硬度的焊錫。金焊錫必須與連接物品的純度相同。合金會在嚴格監控下製造，使它們的顏色與黃金或白金吻合。

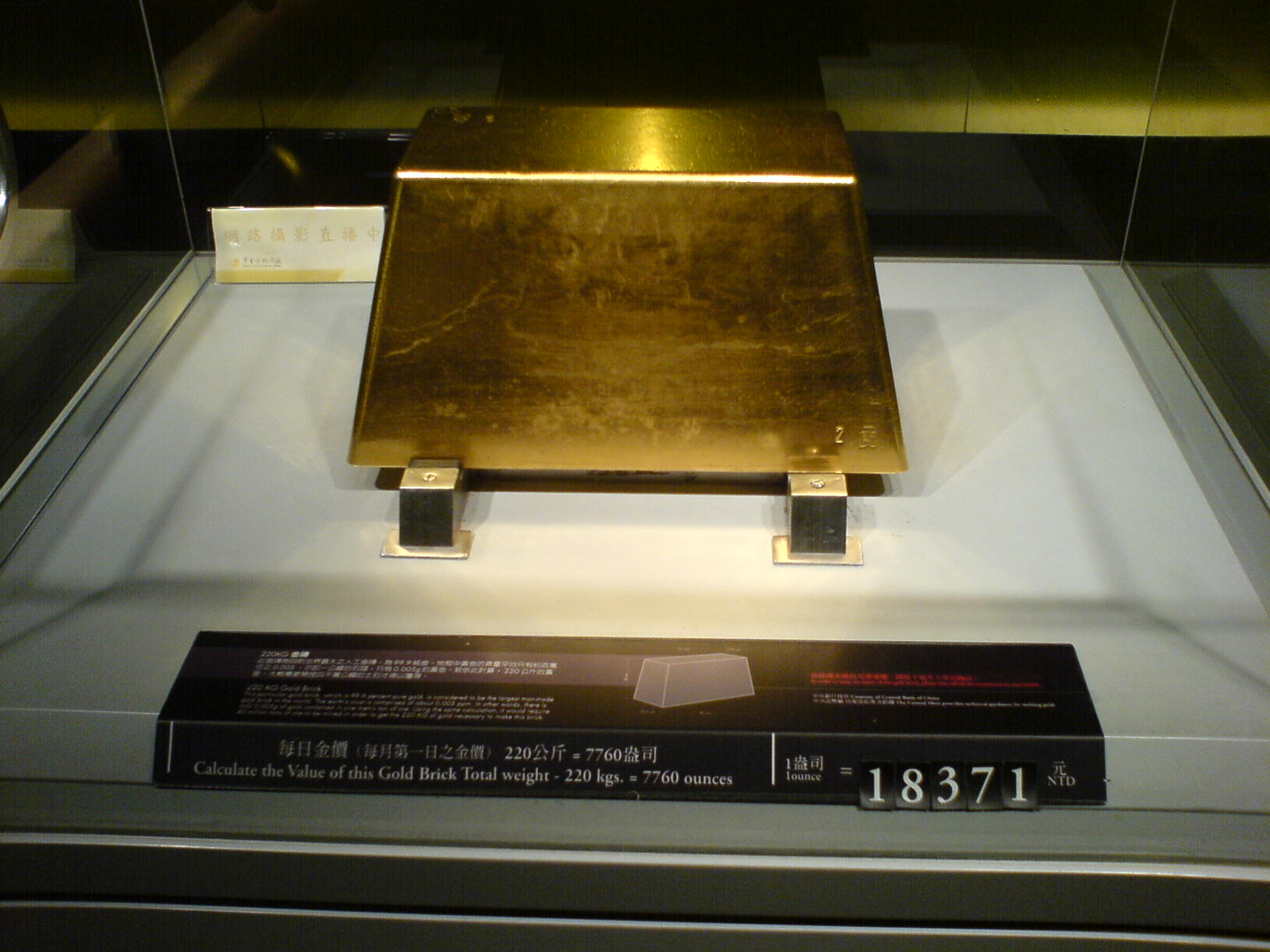
在金瓜石黃金博物園區展出的220kg金磚

### 醫療

#### 另類醫療
在中世紀，由於金罕有及漂亮，所以被認為對健康有益（雖然實際上不是）。現在，隱微術者仍認為金有治療疾病的力量，並用作另類醫療。其實，部分金的鹽類的確有防止發炎的性質，並被用作治療關節炎。但由於金屬狀態的金對所有體內的化學反應呈現惰性反應，所以只有金的鹽類及其放射性同位素有醫學價值。

#### 牙醫學
金合金多在牙科修復學上使用，特別是牙齒修復，例如牙冠及永久牙橋。金合金的細微延展性，可令表面與其他牙齒吻合，所以修復效果比陶瓷製的大臼齒好。在文化角度，有些文化喜歡製作金牙齒在門牙上。

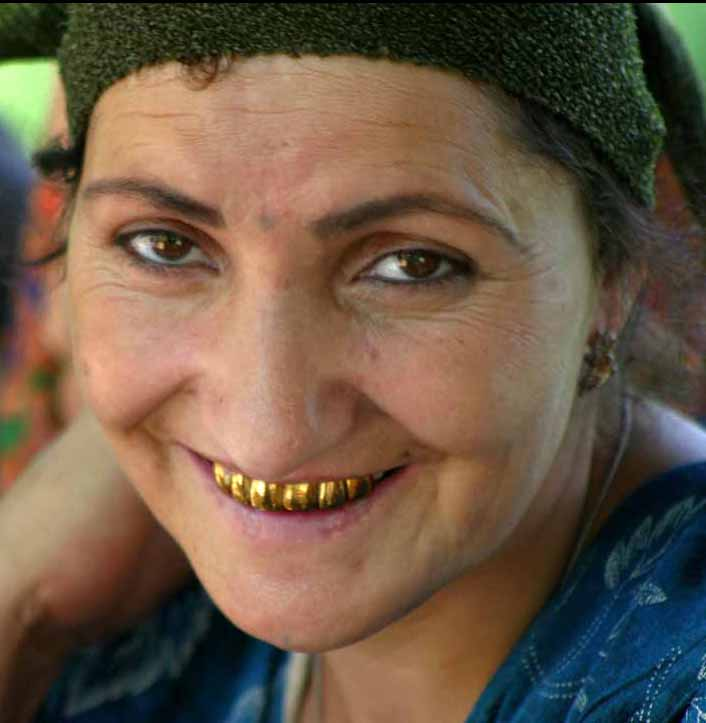
一個有金牙的塔吉克族女人

#### 膠態金
膠態金是金納米顆粒的膠體溶液，在水中呈深紅色。它是由檸檬酸鹽或抗壞血酸鹽的還原反應來還原溶液中的氯金酸，然後在納米技術下製成。膠態金多用在醫學、生物學及材料科學上。免疫膠態金標記技術充分發揮了金粒子吸收蛋白質分子到其表面的能力。有些有抗體塗層的膠態金粒子更可偵察細胞表面的抗原。在電子顯微鏡觀察下，免疫膠態金會集中在抗原上。
除醫學用途之外，膠態金亦用作金色顏料，塗在燒製前的陶瓷上。
另外化妝品廠商聲稱含膠態金護膚品可以打開肌膚的離子通道，讓保養品的滲透效果更好，可以加強肌膚防禦力、增加保濕，質地滋潤易吸收，幫助抗氧化、消滅及修復受損細胞等，但目前並沒有任何正式學術文獻發現膠態金對護膚有所功效，反而膠態金有可能沉澱在毛孔中，阻塞毛孔引致炎症，因此美國食物及藥物管理局(FDA)也曾提出警告。

#### 辐射治療
金的放射性同位素金-198（半衰期：2.7日），可以用作部分癌症及其他疾病的治療。

### 食用

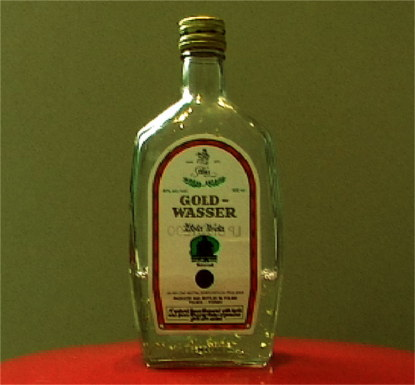
格但斯克金箔酒

金箔是鋪在美食上的金薄片或粉末，多用作糖果及飲品上的裝飾。金箔在中世紀歐洲以薄片或粉末形式，被貴族加在食物及飲品中，以突顯貴族的富裕、食品的罕有及珍貴或健康，但人體無法消化亦無法吸收金，而金亦不會在體內被儲存，人體亦完全不需要金，所以所有進食的金會經由糞便排出體外，因此金對健康無任何帮助裨益，但亦沒有任何害處。用作食物添加劑的金的E編碼為175。格但斯克金箔酒（俗稱黃金水），是一種在波蘭格但斯克及德國施瓦巴赫生產，含有金葉片的傳統草藥利口酒。部分昂貴的雞尾酒亦加有金箔。

### 電力傳導
金的導電係數非常高，常用在3C產品的電路板上。

#### 高能量傳導用途
金的金屬的電子密度為5.90×1022 cm−3。金有十分高的電傳導性，所以被用作含高電流的電線（雖然以相同容量計算銀比金有更高的電傳導性，但金有抗侵蝕的優點），例如曼哈頓計劃中的原子實驗。然而，在實驗中，電磁型同位素分離器的磁石上使用了高電流銀電線。

#### 電子接件
雖然金會被氯氣侵蝕，但由於其高傳導性、及高抗氧化、抗環境侵蝕（包括能夠抵抗其他非含氯的酸），所以被廣泛應用在電子工業上，令電線接件有良好連接。例如在昂貴的電子接件連接線，例如聲音、圖像及通用序列匯流排的連接線。但使用金電線卻有很大爭議。它常被影音專家批評不必要，而且被視為市場營銷的伎倆。某些電子測量儀器的接頭也會鍍金，以避免氧化。但金在其他應用層面，例如高濕度、高腐蝕性的大氣電子接觸、失敗率高的接觸，例如部分電腦、通訊設備、航天器、噴射機引擎等等仍十分普遍，而且在未來亦不太可能被其他金屬取代。

#### 開關接觸
除了電力接觸外，金亦應用在開關電力接觸上，因為金抗侵蝕、高導電性、高延性及無毒。因為開關接觸通常會比電子接觸更易侵蝕。

### 電磁輻射的反射體
由於金是電磁輻射的優良反射體，所以它被用作人造衛星、保暖救生衣的紅外線保護面層、太空人的頭盔及電子戰機如EA-6徘徊者式電子作戰機的保護層。另外，金也用作部分金唱片反射層。

### 攝影調色劑
在攝影上，金調色劑可把溴化銀的黑白相片變成棕色或藍色色調，或增加它們的穩定性。在棕褐色調相片中，金調色劑會令相片變成偏紅色調。柯達有幾種金調色劑，使用了金氯化物。

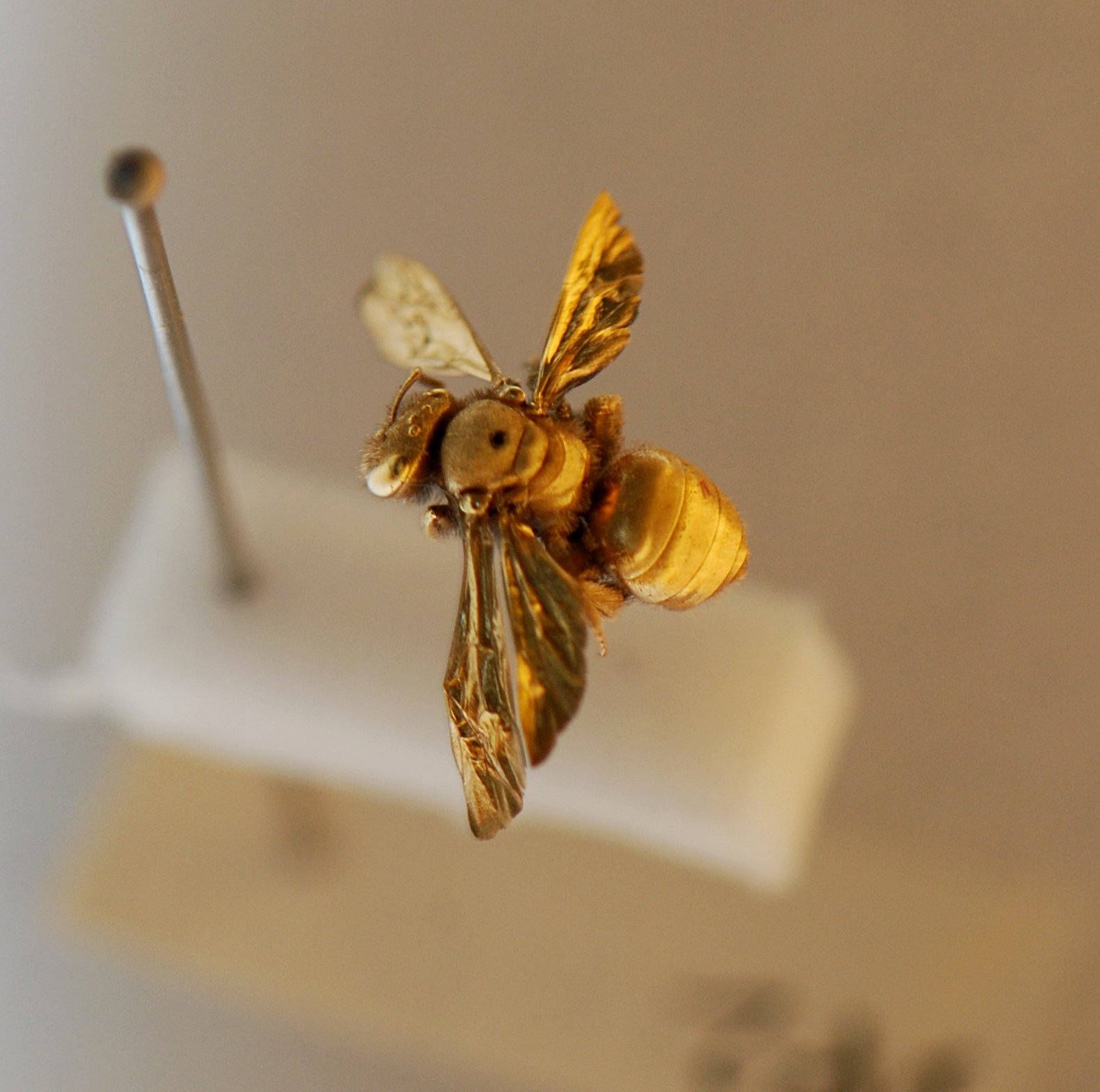
受掃描電子顯微鏡觀察前的加上金塗層的昆蟲樣本

### 電子顯微鏡的傳導物質
金或金與鈀的合金在掃描電子顯微鏡中，擔當了生物樣本及其他非傳導物質，如塑膠及玻璃，傳導的角色。塗層以氬等離子的濺鍍方式加上。金的高電傳導性把電荷導向地面，而其高電子密度令掃描電子顯微鏡電子束有停止電子力量，有助限制電子束穿透樣本的深度。這有助增加對樣本位置及其表面形狀的測量精確度，及增加圖像的空間解像度。金在電子束照射下，亦會製造一個次級發射，這些低能量電子通常會作為掃描電子顯微鏡訊號來源。

### 其他

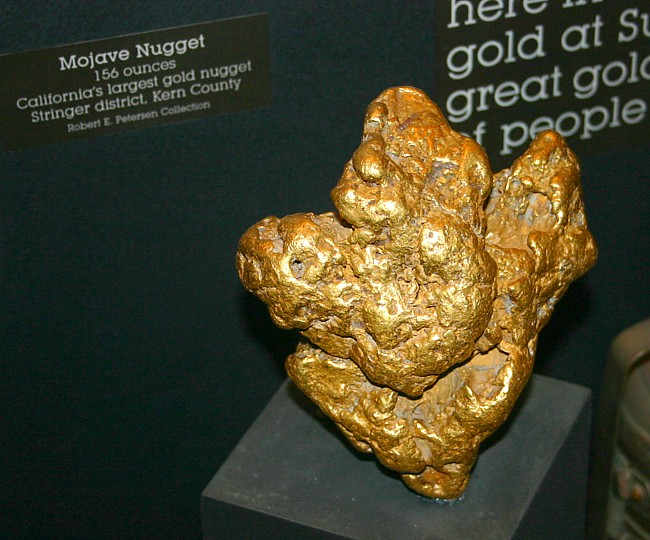
这一重达156安士（4.42千克）的金塊是一位個人探礦者在南加利福尼亞州的沙漠中發現的

- 金可製成刺繡用金線。
- 氯化金及氧化金可用作茶色玻璃及紅色玻璃的染色劑，以加入相同大小的球狀金納米粒子去形成深紅色。
- 很多比賽及榮譽如奧林匹克運動會及諾貝爾獎，會頒發金牌給得獎者。
- 金可作汽車隔熱用途。邁凱輪F1在其引擎間隔中使用金箔[23]。
- 金會受到鉀的鹼性溶液或鈉的氰化物侵蝕及溶解，而金的氰化物可把金電鍍在其他卑金屬上，或作為電鑄的電解質。

## 歷史

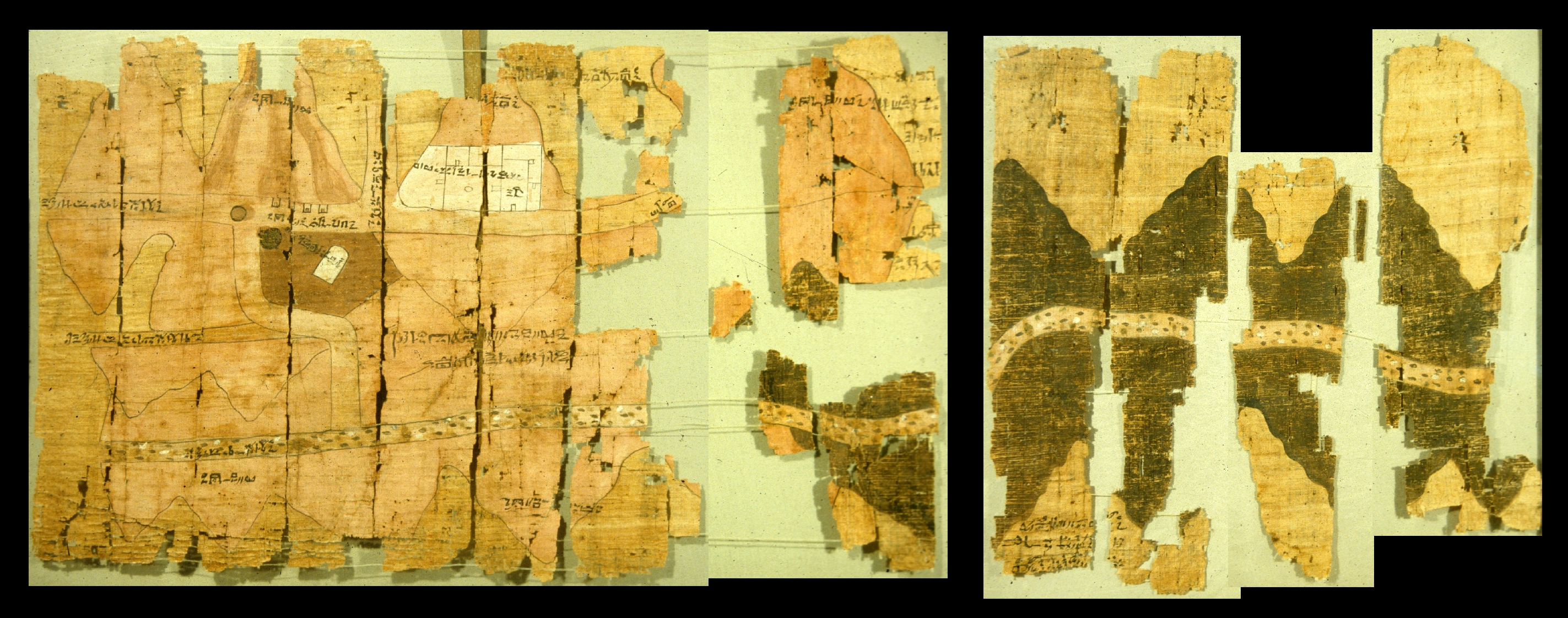
杜林紙草地圖，顯示礦藏位置

### 早期的黃金描述
金在史前時期已經被認知及高度重視。它可能是人類最早使用的金屬，被用於裝飾及儀式。早在前2600年的埃及象形文字已經有金的描述，米坦尼國王圖什拉塔稱金在埃及「比泥土还多」。埃及及努比亞等国家和地区擁有的資源令它們在大部分歷史中成為主要的黃金產地。已知的最早的地圖是在前1320年的杜林紙草地圖，顯示金礦在努比亞的分佈及當地地質的標示。原始的採礦方法由斯特拉波描述得知，當中包括放火。大型金礦亦在紅海對岸產生，現今為沙烏地阿拉伯的汉志地方。

### 前6世紀至前1世紀的黃金
在此期間，黃金開始被人們以貨幣的形式使用。最早已知使用金作貨幣的地方為呂底亞，在前700年呂底亞便以銀和金作合金的形式製成錢幣。在前6世紀或前5世紀期間的中國，一種稱為郢爰的金幣在楚國流通。古希臘約在前550年便在中東及地中海地區開採黃金。在前323年，希臘人的採礦地點分佈由直布羅陀遠至小亞細亞和埃及。當時希臘的首飾主題以人或動物的外形為主，經典例子有當時的阿伽门农的面具、與及其他戒指。

### 前1世紀至2世紀的黃金

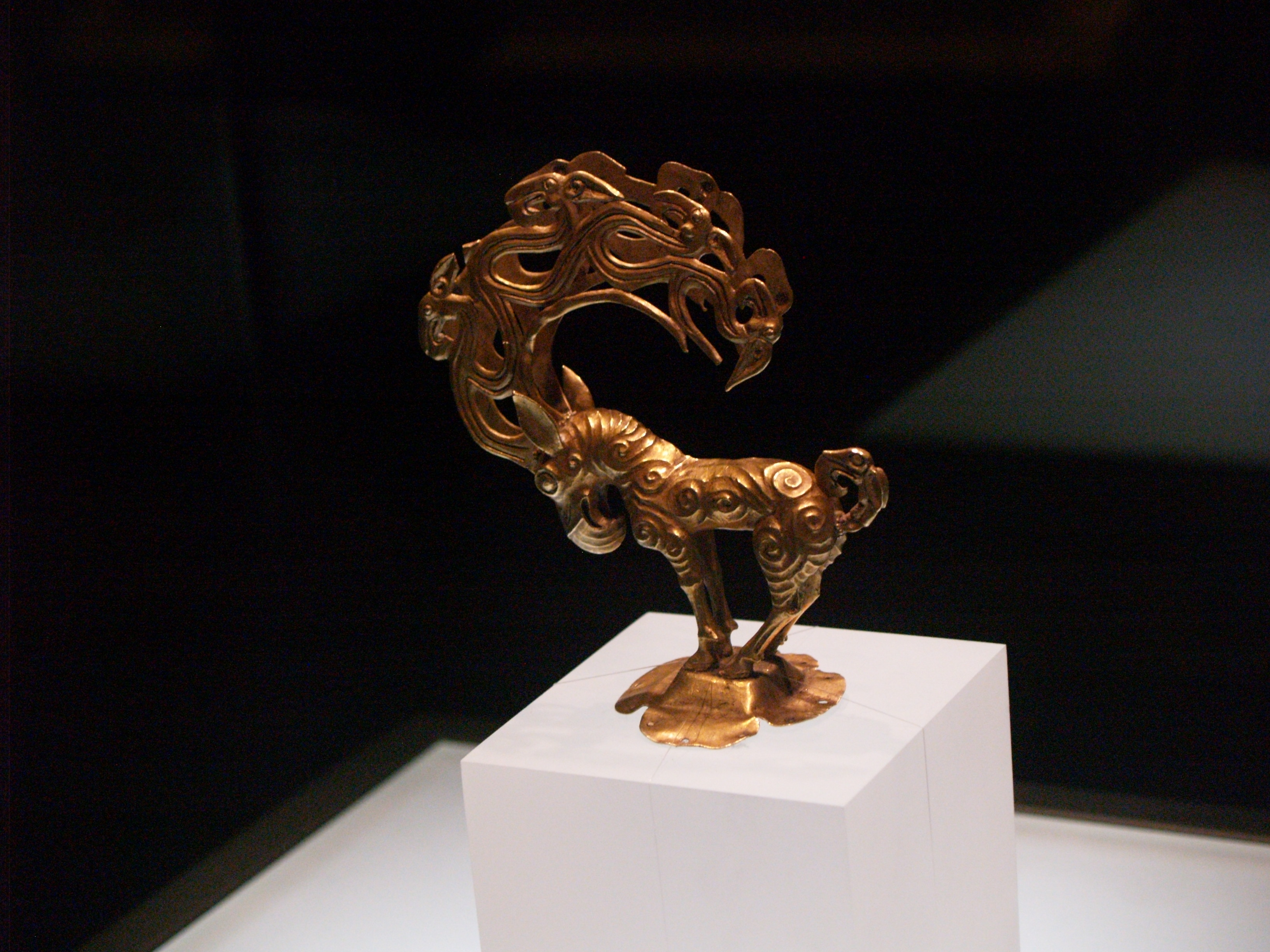
戰國時代黃金鳥

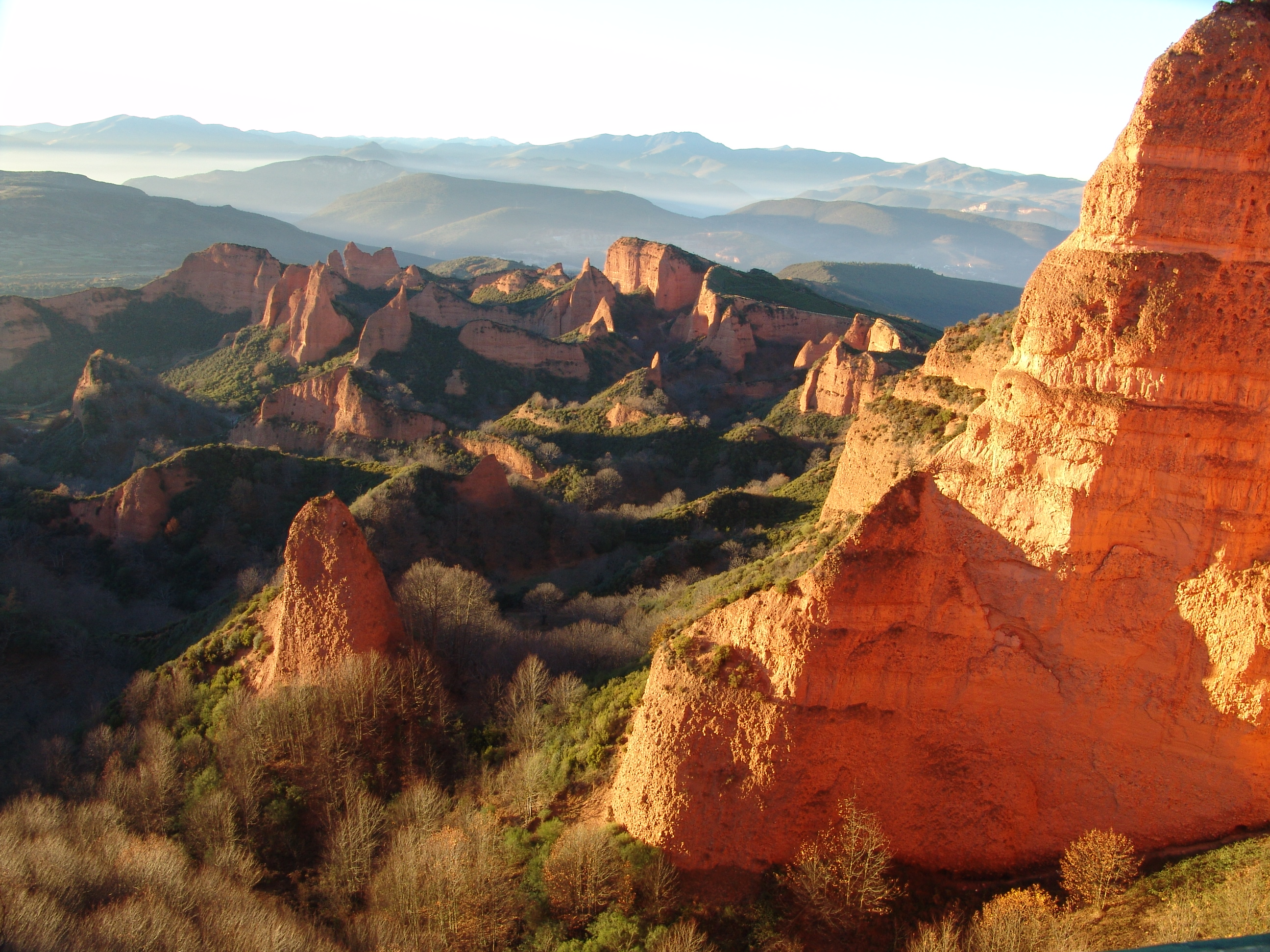
拉斯．梅杜拉斯的環景攝影

開採黃金的技術在此時得到提升。古羅馬人發展出一種利用水力採礦來大型開採金的新方法，特別由前25年開始在伊比利亚半岛及由150年在达西亚行省開始使用。其中一個最大的金礦位於西班牙加利西亞的拉斯·梅杜拉斯，在那處有七個長形高架渠令他們可以淘洗出大部分的沖積礦物。在外西凡尼亞的金礦亦十分大，直到最近仍然有人使用露天採礦技術採礦。金亦蘊藏在威爾斯較小的金礦，例如Dolaucothi的砂礦及硬岩礦。他們使用的各種採礦方法由老普林尼在1世紀末期完成的著作博物志中詳細描述。在當時，黃金的主要用途在於製成首飾，而金幣的使用比希臘亦更為普遍。首飾的主題主要由描繪神話變成較平凡的幾何圖案。

### 3世紀至12世紀的黃金
在东罗马帝國的初期，純金的首飾開始加入寶石的元素。其主題主要是歌頌教會及國王的權力。此時黄金打制技術達到一個高峰。但在歐洲中世紀的早期，因為羅馬人開始從西南歐及西歐撤退的關係，羅馬人製造首飾的精湛技術開始在鄰近地區消失。在撒克遜人居住地方發現的金飾看出技術的下降，其主要原因是原料的供應大部來自东罗马帝國，而羅馬人的撤出令黃金變得十分罕有。其後伊斯蘭勢力擴大，东罗马浮誇的黃金首飾因大部分被用來建造清真寺及資助軍事活動而開始消失。但在其後黃金首飾的打造技術及數量卻出現一個復甦，當中的例子有法蒂瑪王朝時期的黃金手鐲。

### 12世紀至13世紀的黃金
在歐洲人開闢美洲期間，常有報告指美洲原住民大量展示出金的裝飾品，特別是中美洲、秘魯及哥倫比亞。事實上，在秘魯地區前1200年的查文文化已經開始使用黃金作裝飾。而納斯卡人在500年之前發展出鑄金的技術，他們利用黃金與銅製造成玫瑰金，令它的熔點下降方便鑄造。而黃金打造技術在12世紀開始的奇姆文化達到高峰，具代表性的有用金製成的動物、雀鳥及植物，現在保存得最好的收藏品位於波哥大的波哥大黃金博物館。但在西班牙入侵後大部分的黃金被熔化並運去歐洲。

### 14世紀至16世紀的黃金
非洲的馬里帝國在旧大陆以其擁有大量黃金而聞名。帝國統治者曼萨·穆萨（1312年–1337年）在舊大陆因為他在1324年往麥加的大朝覲而著名。當他在1324年7月經過開羅時，常有報告指他有一隊駱駝隊陪同，而那駱駝隊有幾千人，及接近一百隻駱駝。由於他花費了過多金錢令整個北非經濟需要一個世紀才能恢復，原因是他引起了快速的通脹。一個當時的阿拉伯歷史學家指出：
|               | 埃及金價在他們來的那一年之前原本是十分高昂的：1密斯卡爾的金其价值几乎从不低于25迪拉姆。但是就在那之后金價下跌了，金價便宜得在現今仍可反映出來。現在1密斯卡爾的金不會超過22迪拉姆，甚至更少。此事態已經持續了12年直到現在，其原因是他們携带大量的黄金进入埃及并在那里消费。[...] |
| ——捷哈·烏馬裡 | |

而在歐洲，因為正值文藝復興時期的關係，王室及教會對於黃金的裝飾有大量的需求，而剛剛自南美掠奪的黃金提供了充足的供應，令金飾技術得到迅速發展。而傑出的金匠如本韋努托·切利尼、溫佐·雅姆尼策爾令使用黃金的藝術得到發展，一些當時的藝術家如桑德羅·波提切利都曾經當過金匠。

### 19世紀的黃金
在19世紀期間，尋金熱在有金礦發現的地方便會發生。美國最早主要淘金潮發生的地方在喬治亞州北部的一個稱為達洛尼加小鎮。期後因為發現金礦而發生的淘金潮有加利福尼亞淘金潮、科羅拉多州的派克峰淘金潮、中奧塔哥淘金潮、澳洲淘金潮、威特沃特斯蘭德淘金潮、黑山淘金潮及克朗代克淘金潮。因為金礦的歷史價值，很多歷史上的金礦仍然以其他方式運作。

### 黃金開採的現況
在遠古時期，金從地質角度上較易取得，但自從1910年以來發現的礦藏的75%已經被開採。根据美国地质调查局公布的数据，人类迄今一共开采了18.7万吨黄金，未开采的地下储量为 5.7万吨。估計世界上所有已經冶煉的金可以形成一個邊長20公尺的立方體，體積為8000立方公尺。

## 文學中的金

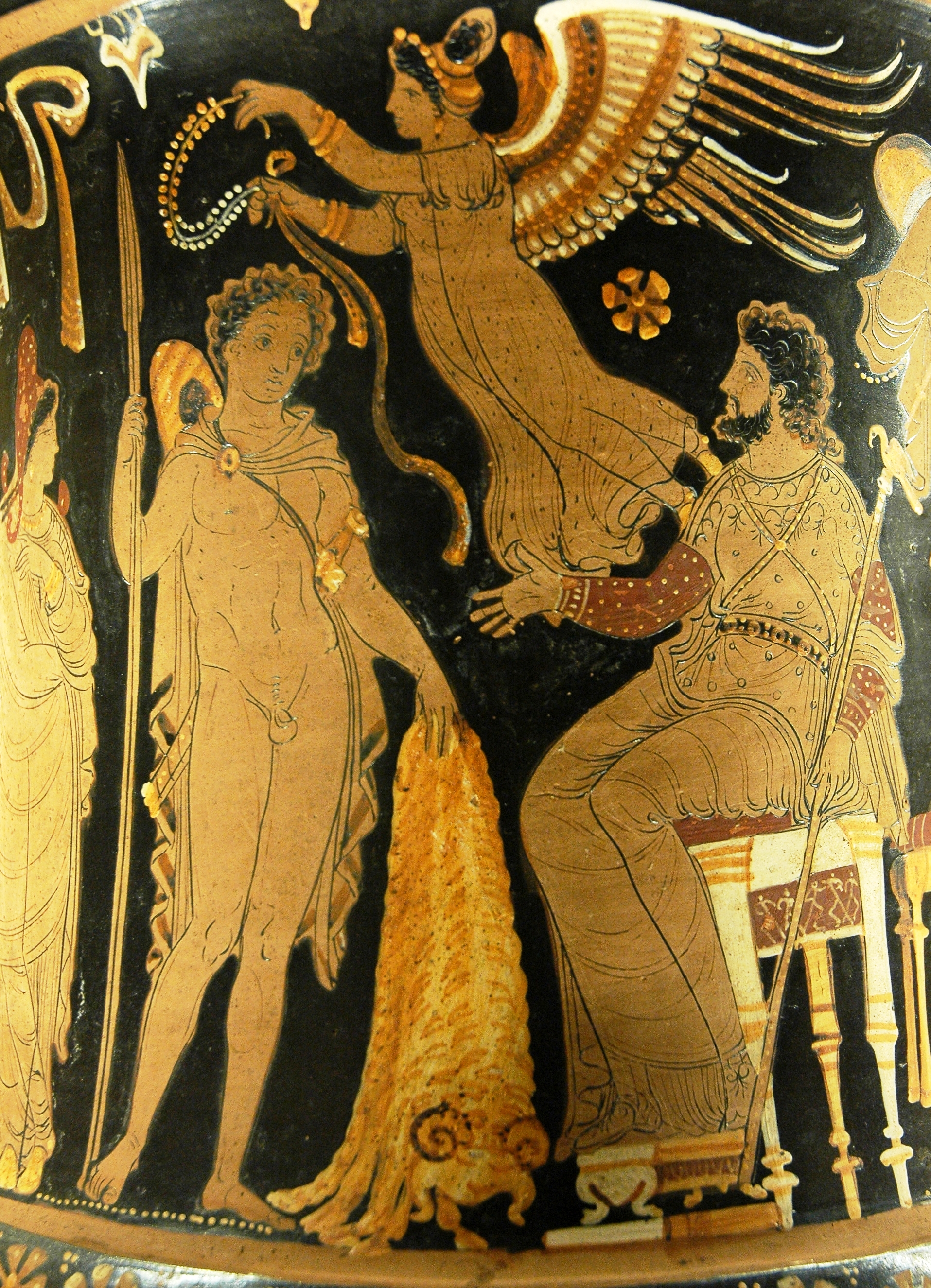
一個在前340年至前330年普利亞紅彩陶器的雙耳噴口杯上繪畫著伊阿宋交回金羊毛的故事

### 希臘神話
金羊毛的傳說中的可能指在古代使用羊毛由砂礦去收集金粉。黑海的東南角因為金而著名。那裡的採礦由弥达斯当国王时已經開始，而那些金的重要性在於它是製造現今世界上最早的硬幣，地點在於約前630年的呂底亞。

### 聖經
金在《舊約聖經》經常被提及，由〈創世紀〉2章11節（在哈腓拉），亦是在〈馬太福音〉提及的東方三博士帶來的禮物之一。〈啟示錄〉21章21節形容新耶路撒冷這城市有街道由純金製造，與水晶一樣清晰。

### 烏托邦
雖然部分鉑組別的金屬的價格可以比金高出很多，但是金仍然長期被視為最受歡迎的貴金屬，而其價值在歷史中被用作很多貨幣的標準（稱為金本位）。金被視為純正、珍貴、皇室及包含以上所有特徵的角色。金作為財富及威望的象徵被托馬斯·莫爾的《烏托邦》中被取笑；在那想像中的島嶼上，金常見得可以用作奴隸的鎖鏈、餐具及坐廁。當其他國家的大使來訪時，因為他們炫耀他們的金製珠寶及獎章，烏托邦人誤會他們是僕人，而反而對那些只是適度打扮的人表示崇敬。

## 分布

### 自然狀態
金在自然中通常以其單質形式出現，即金屬狀態，但亦常與銀形成合金。天然金通常會有8-10%的銀，而銀含量超過20%稱為琥珀金。當銀含量上升時，物件的顏色會變得較白及較輕。

### 來源
當礦石含有天然金時，金會以粒狀或微觀粒子狀態藏在岩石中，通常會與石英或如黃鐵礦的硫化物礦礦脈同時出現。以上情況稱為脈狀礦床、或是岩脈金。天然金亦會以葉片、粒狀或大型金塊的形式出現，它們由岩石中侵蝕出來，最後形成沖積礦床的沙礫，稱為砂礦，或是沖積金。沖積金一定會比脈狀礦床的表面含有較豐富的金，因為在岩石中的金的鄰近礦物氧化後，再經過風化作用、清洗後流入河流與溪流，在那裡透過水作收集及結合再形成金塊。

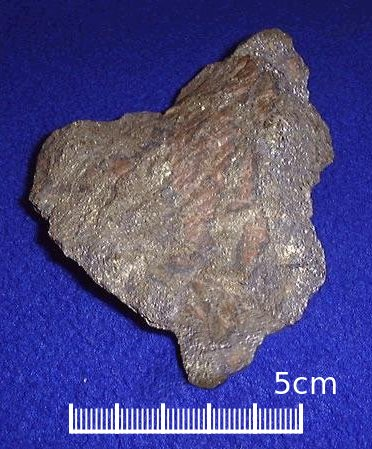
金礦石

### 金礦石
金亦有時會以與其他元素，特別是碲形成化合物的形式出現。例子有針狀碲金礦、針碲金銀礦、葉碲礦、碲金銀礦及白碲金銀礦。金亦有極少機會與水銀以汞齊形成出現，另外亦會以一個低濃度在海水出現。

## 生產

### 開採黃金的大小
有經濟效益的提金由大型容易開採礦藏中的礦石質素平均小於0.5 g/1000 kg(0.5 parts per million, ppm)便可以達成。在露天開採的金礦中，通常礦石的質素為1至5 g/1000 kg（1–5 ppm），地下硬岩開採或是地下開採的礦石的質素通常至少有3 g/1000 kg (3 ppm。由於金的質素要達到30 g/1000 kg（30 ppm）才可能被肉眼可以看得見金，所以金礦中的金是看不到的。

### 南非的產金業趨勢

世界黃金生產趨勢

自從1880年代開始，南非便成為了世界黃金供應的一大部分來源，約有50%的已經生產的黃金由南非而來。1970年的生產佔世界供應的79%，約有1,000噸。但在2007年只有272噸。以上明顯的下降是因為開採的困難度增加、影響工業的經濟因素的改變及安全監察的加強。在2007年中國生產了276噸取代了南非成為了世界最大的黃金生產者，為1905年來首次取代南非的地位。

### 南非金礦
位於南非的城市約翰內斯堡因為威特沃特斯蘭德淘金潮而形成，而當時發現了有史以來世界上最大的金礦。位於自由邦及豪登省盆地的金礦礦場，走向和傾角均十分廣闊，成為世界最深的金礦，而當中Savuka及TauTona陶托那金矿是現今最深的金礦，有3,777公尺。在1899年至1901年大英帝國與阿非利卡人或波耳人的第二次波耳戰爭的其中一個起因便是採礦工人權利及南非黃金財富所有權之爭。

### 其他主要生產者

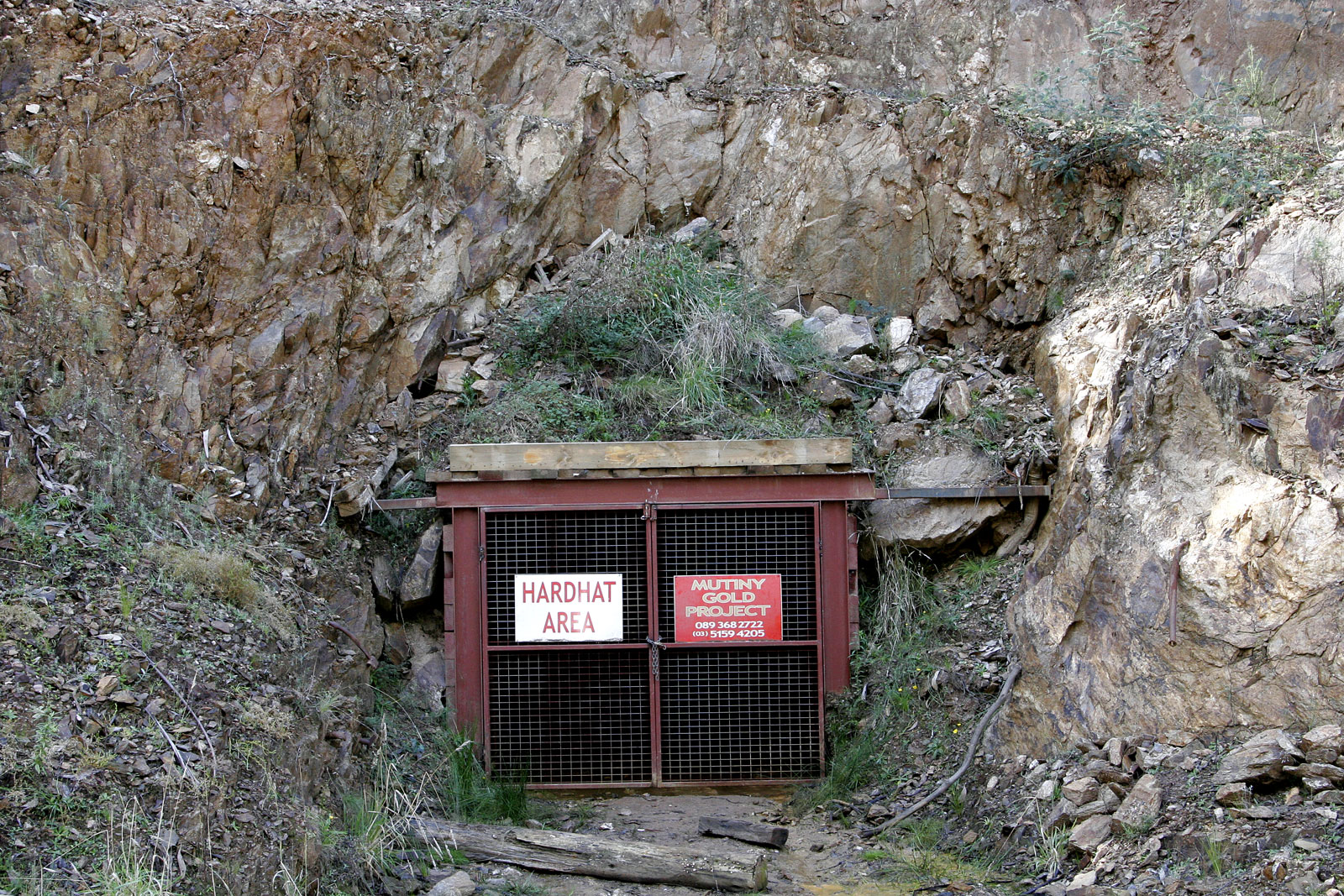
澳洲維多利亞州往地下金礦的入口

其他主要的黃金生產者有美國、澳洲、中國、俄羅斯及秘魯。在南達科他州及內華達州的金礦提供了美國三分之二的黃金用量。在南美有富爭議性的帕斯瓜拉瑪礦場計劃，其目的為開發位於智利和阿根廷邊境的阿塔卡馬沙漠高山的豐富資源地區。現在約有四分之一的世界黃金出口估計源自手工業或是小型採礦。

### 工業精煉
在初期生產後，金接著通常會被沃爾威爾法或是密勒法 (金屬精煉)作工業精煉。其他試金和純化小量黃金的方法包括加銀分金法、金銀分離法及灰吹法，或基於溶解金於王水中的精煉方法。

### 海水化金

#### 欺騙的手法
世界海洋含有大量的黃金，但都以濃度極低的狀態存在，可能其十億分率只有0.1-0.2。有很多人自稱能夠合乎經濟效益地從海水中取得黃金，但直到現在他們全部均是錯誤或有欺騙成分的。普雷斯科特·傑尼根在美國1890年代進行一個海水化金的詐騙。在1900年代一個英國的騙子亦進行同樣的騙局。

#### 商業上的嘗試
發明哈柏法的德國籍發明家弗里茨·哈伯試圖商業地運作海水化金，希望以此幫助償還德國在第一次世界大戰的賠償。但他不幸地把海水中金的濃度估計過高，可能因為其樣本受到污染。他的努力只可以生產少量的金，而令德國政府的虧損比其商業價值高出很多。現今仍然未有商業上可能的海水化金的方案得到確認。黃金合成在經濟上來說不可能，而在可見未來上亦不可預見。

### 黃金的供求

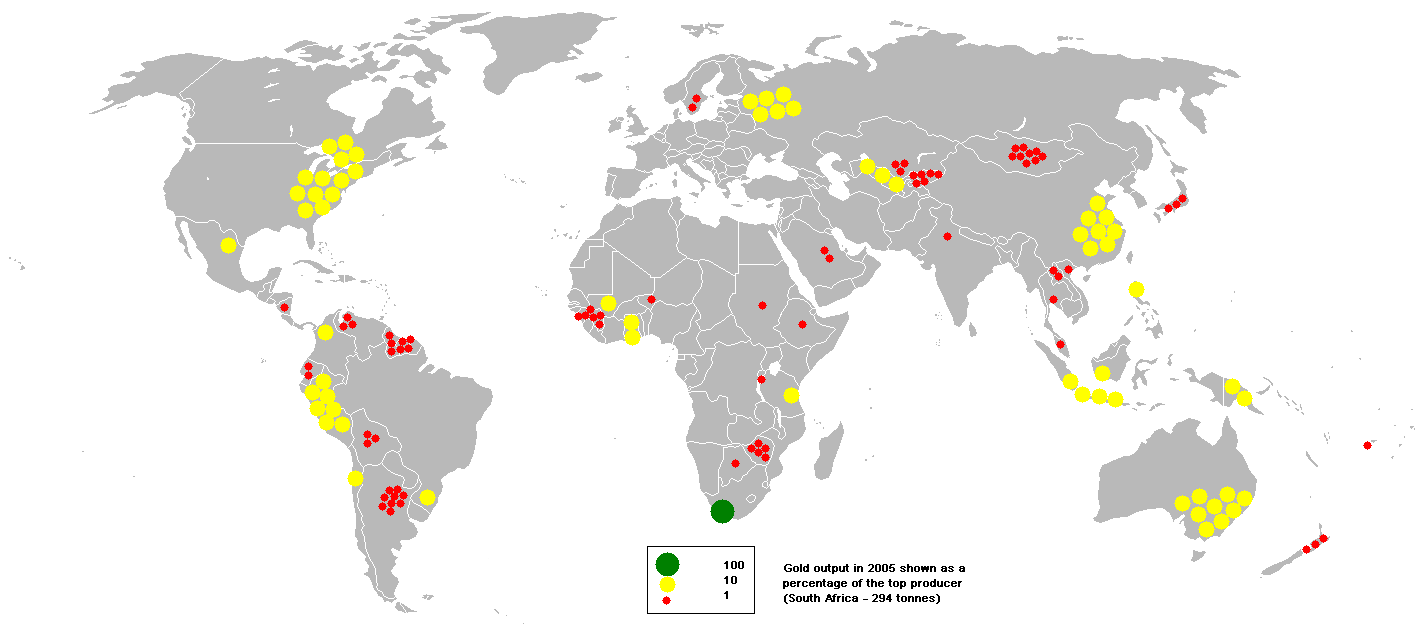
2005年黃金出口

平均採金及提金的成本為每金衡制盎司US$238，但它亦會因應開採模式及礦石質素而改變。在2001年，全球金礦生產出2,604噸，即那年全部黃金需求的67%。世界黃金協會估計在2005年全球黃金供應為3,859噸，而需求為3,754噸，有105噸的盈餘。在2006年，估計所有曾經生產的黃金有158,000噸。以現在的消耗量，黃金的供應估計可以維持45年。

## 價格

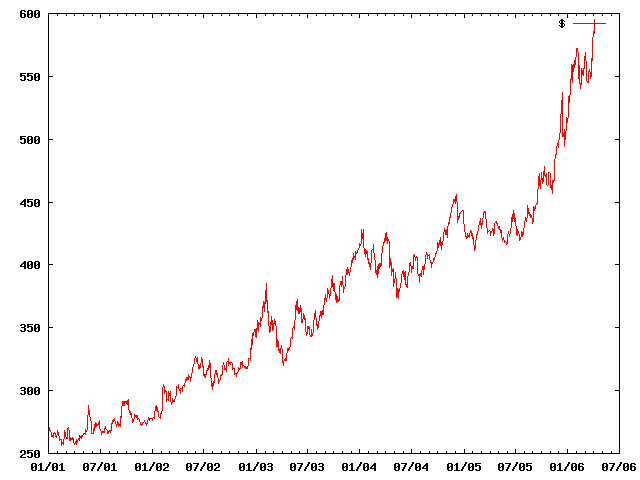
自從2001年倫敦金銀市場協會（LBMA）以每金衡制盎司的美金計的早上黃金現貨定價（Gold Fix）

自從1968年每盎司的實際美元及2006年美元計的金價

黃金的高價是因為其數量極為稀少。在地球地殼中只有十億分之三是金。

### 量度方法
與其他貴金屬相似，金是以金衡制及克計算。當它與其他金屬形成合金時則用克拉顯示其金的含量，以24克拉為純金以較少克拉的以比例計含金量則較少。而金條的純度亦可以以0至1的小數表示，稱為千分純淨度，例如0.995便是十分純淨。

### 定價方式
黃金的價格由公開市場控制，但倫敦一個在1919年九月開始稱為黃金現貨定價的體制提供黃金業一個每日的基準指標。而下午黃金現貨定價則在1968年出現，目的為了當美國市場開市時作一個價格本位。

### 金與貨幣的關係發展

#### 固定價格
歷史上金用來支持貨幣，在稱為金本位經濟系統中，特定重量的金會被稱為貨幣單位的一個名稱。美國政府有一段長時間設定美元的價格為每金衡制盎司$20.67($664.56/kg)，但在1934年美元的價格重新估價為每金衡制盎司$35.00（$1125.27/kg）。在1961年，因為維持此價格變得很困難，有一些美國及歐洲銀行同意操縱市場去防止貨幣因為黃金需求上升而帶來進一步貶值。

#### 私人與國際市場的分開處理
在1968年3月17日，經濟因素令黃金互助基金的崩潰，取而代之的是兩層的價格機制，黃金仍然用在國際戶口以每金衡制盎司$35.00（$1.13/g）的舊價格處理，但私人市場的黃金價格卻容許其自由浮動。以上兩層的價格機制在1975年被廢除，在那時黃金價格完全由自由市場控制。中央銀行仍然持有歷史性的黃金儲備作為一種保值，雖然所佔的比重越來越少。

### 黃金儲備
世界最大的黃金儲備位於紐約的聯邦儲備銀行，持有約3%的已開採黃金，而同樣裝滿貴金屬、在諾克斯堡的美國金銀儲備亦有相同持有量。
2015年11月，全球持有黄金的前10名国家依序为：美国、德国、意大利、法国、中国、俄罗斯、瑞士、日本、荷兰和印度。第一名美国拥金量为8133.5吨，第二名德国为3381.0吨。

### 價格記錄
由1968年開始，黃金在開放市場的價格轉變幅度很大，倫敦黃金現貨定價由1980年1月21日$850/oz ($27,300/kg)的高位至1999年6月21日$252.90/oz ($8,131/kg)的低位。1980年的高位只有到2008年1月3日的倫敦黃金現貨上午定價才能達到一個$865.35/oz的新高位。

### 長期價格趨勢
由2001年4月黃金美元價格已經是原本價格的三倍，引起了長期的熊市（或稱為商品大蕭條）已經完結，而牛市已經回歸的推測。在2008年3月，黃金價格上升至超過US$1000，但其實質對名目價值仍然低於1980年1月21日$850/oz的高位很多。以通脹計算的話，1980年的高位等於以2007年美元計的US$2400。在上一個世紀，主要經濟危機如大蕭條、第二次世界大戰、第一次及第二次石油危機令原本已經有經過通脹調整的道指和黃金比值下降很多，大部分情況都會低於4很多。在此艱難的時間，投資者會透過投資貴金屬特別是金和銀等來保障其資產。從2001年起的長期趨勢顯示此情況已再次出現。其主要原因在於歐洲及美國貨幣供給的急速上升，即貨幣膨脹與美國的高雙赤字。此嚴重的經濟問題令2007年次級房屋信貸風暴、高通貨膨脹和主要貨幣特別是美元對日用品大幅的折舊發生。

## 化合物
雖然金是一種貴重金屬，它仍然會形成很多不同类型的化合物，其中金所呈氧化態大多在-1至+5之间，主要為一價金（Au(I)） 及三價金（Au(III)）。一價金是最常見的氧化態，多为与较“軟”的配體（如硫醚、硫醇负离子及叔膦）形成的配合物，通常呈直线形结构。其中一個例子便是二氰合金(I)离子（Au(CN)2−），是氰化法提金时溶液中金的主要存在形态。一價金不易与水形成配离子。二元鹵化金如氯化金(I)（AuCl）为鋸齒形的聚合物长鏈结构，金原子以直线形排列。大部分含金药物中的金也都为正一氧化态。
三價金也是一種常見的氧化態，例子有三氯化金（AuCl3）、三氧化二金（Au2O3）、氯金酸（HAuCl4，可由金溶於王水得到）等，为d8结构，呈平面正方构型。

### 其他价态
金也可以呈二價、五價或負一價。二價金化合物通常含Au-Au键，呈抗磁性，例如[Au(CH2)2P(C6H5)2]2Cl2。氙也可作配体，与金(II)形成[AuXe4](Sb2F11)2。Au(V)是已知金的最高氧化态，特征化合物为五氟化金（AuF5）。Au(-I)的例子则包括众多金化物，如金化铯（为氯化铯型结构）、金化铷、金化钾及四甲基金化銨（(CH3)4N+Au−），Au-在溶液中表现出部分卤素阴离子的性质，研究表明Au-离子的颜色为无色，但是Au-本身也很容易受到来自阳离子的作用。
许多含金化合物的分子晶体有亲金相互作用，以R-Au…Au-R表示，也称金键，强度与氢键相当，键长在300pm左右。该相互作用是分子间作用力的一个新类型，使不少晶体中存在“金链”、“金面”、双分子缔合（R-Au…Au-R）或大环分子内金键，并具有一些特殊性质，目前正在广泛研究之中。

### 混合價化合物
金也可以生成很多簇合物，其中的金多为分数氧化态，例如八面体型的{Au(P(C6H5)3)}62+，以及属于二元金──氧族元素化合物的AuS。它含等量的Au(I)和Au(III)。

### 含有金-金属键的配合物
金可以形成众多配合物，其中一类是含有金-金属键的简单配合物，如Au2、AgAu、AuSn等，它们存在于气相中，其他化合物如(Ph3PAu)2Fe(CO)4等也已被合成。另外一类是金原子簇配合物，其原子簇可含2个、3个、6个、9个或11个金原子，如{[(Ph3P)Au]3O}BF4、[N(PPh3)2]{Au[Co(CO)4]2}等。

## 同位素
在全部金的同位素中，只有金-197屬於穩定同位素，天然丰度接近100%。其他36種同位素（原子量169到205）均為人工合成，且帶有放射性。當中金-195的半衰期最長，達到186日，金-171的半衰期最短，只有30µs。
金曾經被建議作為核武器中一種鹽彈的原料，而鈷是另一種建議且較為人知的原料，可製成鈷彈。一層天然金的外罩經由熱核武器放出的密集高能量中子通量放射後，會發生核轉變成為有半衰期2.697日的放射性同位素Au-198，製造出約.411 MeV的伽馬射線，顯著增加了武器核微粒幾天的放射性。此武器的製造、測試及使用仍未被人所知。

## 象徵意義

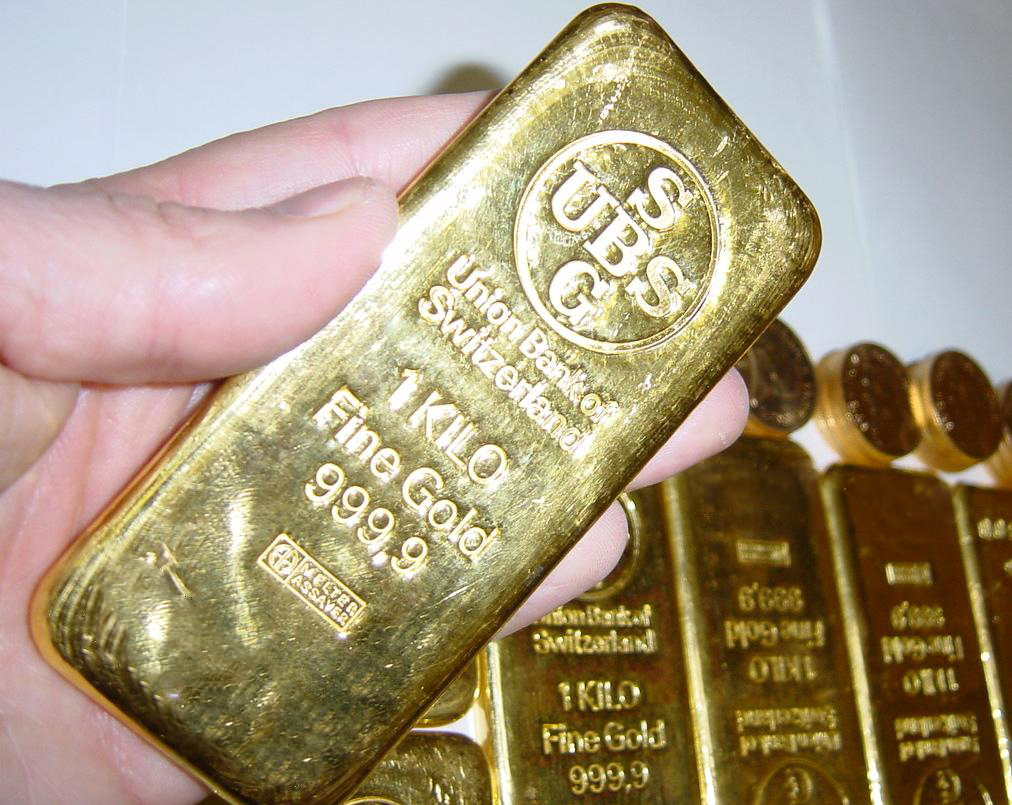
瑞士鑄造的一公斤金條

### 正反意義
在歷史上金曾與偉大聖潔及極度邪惡兩個極端聯繫起來。在《出埃及記》中，金牛犢是偶像崇拜及反叛神的標誌。在共產主義的政治宣傳中，黃金懷錶及其黃金錶鏈是階級敵人、資產階級和工業大亨的特點。另一方面，在創世記中，亞伯拉罕被描述為一個擁有很多金銀財寶的人，而摩西被指示要用黃金覆蓋約櫃的施恩座。卓越的雄辯家如約翰一世便有「金口銀舌」之稱。而中国古代皇帝的说话被比喻为「金口玉言」以示郑重。

### 金在儀式中的象徵
結婚戒指傳統上會以黃金製造，原因是它的耐久性及不受時間過去所影響，令它不但是一個適合抵受每日磨損的物料，而且亦是一個代表關係的象徵。在東方正教會，結婚的男女在婚禮時會以一個黃金王冠作裝飾，為婚禮中的一個象徵性儀式。金與特別的週年紀念有關，特別是50週年，如結婚紀念日稱為金婚、而登基五十週年（golden jubilee）的英文亦與金有關聯。中世紀的國王會以受膏及黃金王冠作其正式就任的標誌，後者象徵天堂永久閃耀的光，即作為一個基督徒的國王，其權威是受到神所啟示的。

### 現代使用黃金的象徵手法
人類的偉大成就亦會常以金作獎勵，通常是以勳章及裝飾品的形式。競賽的勝利者或是獎項常以授與金牌的形式作獎勵，例如奧林匹克運動會及諾貝爾獎；而很多獎像則會用金製成需要的形狀，例如奧斯卡金像獎、金球獎、艾美獎、金棕櫚獎及英國電影學院獎。信用卡公司把它們的產品透過用黃金有關的命名和顏色與財富聯繫起來，但因為希望互相勝過對方的關係，現在金的地位已經被鉑甚至黑金卡取代。金的象徵性價值在全球分別很大，甚至在相同地區中亦有不同。例如金在土耳其十分普遍，但在西西里島則是一個十分珍貴的禮物。

## 毒性
純金在進食時是無毒性及非刺激性的，在有些時候金會以金葉的形狀用作食物的裝飾，但人類無法消化純金，而純金亦不會在體內生成離子被儲存，所以所有進食的純金會經由糞便排出體外。它亦是金色杜松子酒、金箭肉桂蒸餾酒及格但斯克金箔酒的添加物。金在歐洲聯盟已經被准許為一個食物添加物，其在國際食品法典標準的E編碼為175。
金的可溶性化合物，即金鹽類例如在電鍍中使用的氰化金鉀對於肺臟及肝臟都有毒。現今為止只有很少因為氰化金鉀而致命的個案。金的毒性可以透過使用如二巯基丙醇的螯合劑作減輕。

## 其他

### 制备
- 传统上采用“淘金”法。
- 现代开采的金矿可用氰化法提取：先以氰化鈉（NaCN）溶液處理粉碎的山金礦石，再用鋅還原。

4 Au + 8 NaCN + O2 + 2 H2O → 4 NaAu(CN)2 + 4 NaOH
Zn + 2 NaAu(CN)2 → 2 Au + Na2Zn(CN)4
- 使用电解法精炼可以得到纯度为99.999%的金。

### 「咬金測試」
用「咬一咬黃金」去確定黃金的真偽已經有很久遠的歷史。雖然這方法並不專業，「咬金測試」應該可以在黃金上做記號，原因是金以摩氏硬度作準則是一種軟的金屬。越純正的金越容易做記號。
不過因為鉛比金更軟，加上顏色的鉛就可以欺騙此測試。如果有足夠數量的鉛因為咬而被吸收的話，這樣亦會引起鉛中毒的危機。

### 元素符号由来
金的符號為Au，來自金的拉丁文名稱（Aurum）。而來自 一词，是“灿烂的黎明”的意思。在古墨西哥的阿兹台克人使用的语言中，黄金的写法是teocuitlatl，意思是“上帝的大便”。

### 煉金術

古代的煉金術士用太陽的符號代表金

製造金是煉金術主要目的之一，煉金術概念認為金可以由一種稱為賢者之石的神秘物質與如鉛等的其他物質進行相互作用來製造。雖然煉金術師們從未成功過，但是他們的努力引起了人們對於物質本身能夠做些甚麼的興趣，而此正是現今化學的基礎。他們表示金的符號是圓中點（☉），而這在天文學符號中、埃及象形文字及古代漢字均代表太陽。而現今人工金的製作方法，參見金合成。
根據核物理學的理論，若要把其他物質（元素）轉變為金，需要利用核反應改變原子核的質子數。此方法需要龐大能量，不符經濟效益。

## 延伸阅读
[在维基数据编辑]
 《欽定古今圖書集成·經濟彙編·食貨典·金部》，出自陈梦雷《古今圖書集成》